# Интернет на Украине
Интернет на Украине — состояние и уровни проникновения интернета на территории Украины, также включает в себя совокупность всех предоставляемых Интернет-услуг.
Национальными доменами верхнего уровня являются домен .ua, зарегистрированный 1 декабря 1992 года, и домен .укр. Кроме этого, действуют и региональные домены второго уровня.

## Текущая ситуация

### Уровень проникновения Интернета
Уровень проникновения Интернета за 2018—2019 годы почти не изменился. По состоянию на I квартал 2019 года около 64 % украинцев пользовались Интернетом хотя бы раз в месяц. Согласно последним официальным данным, численность населения Украины составляет около 41 млн человек, из них 31 миллион являются интернет-пользователями. По данным Международного союза электросвязи, за 2017 год уровень проникновения фиксированного широкополосного доступа в Интернет составил 12,6 %, уровень проникновения сотовой связи составлял 133,5 %, а уровень проникновения сотовой широкополосной связи находился на уровне 41,7 %. Доступность и легкость доступа к интернету различаются в зависимости от области.
Большинство украинцев заходит в интернет со своих мобильных телефонов, со стационарных ПК дома или на работе; при этом бесплатный Wi-Fi предоставляется также большим количеством кафе и ресторанов. Wi-Fi также доступен в государственных библиотеках, школах, торговых центрах и аэропортах, а также в некоторых видах общественного транспорта (например, в скоростных поездах). Согласно данным Интернет-ассоциации Украины, в первом квартале 2019 года доля пользователей, которые заходят в интернет с мобильных устройств, составила 61 %. Примерно 57 % населения Украины имеют смартфоны. Несмотря на низкую скорость мобильного интернета по сравнению с другими странами (по результатам исследования, проведенного в мае 2019 года, средняя скорость загрузки данных составляет 19,56 Мбит/с), сеть 3G покрывает всё большее количество городов Украины. Согласно оценкам, сеть 4G, которая появилась на территории Украины только в 2018 году, покрывает по географическому охвату около половины населения Украины, однако лишь шесть миллионов мобильных пользователей были подключены к сети 4G в 2018 году.

### Стоимость доступа к Интернету
Месячная стоимость интернет-услуг является относительно невысокой и доступной для большинства населения: по состоянию на 2021 год стоимость услуг стационарной широкополосной связи составляла всего 140—220 гривен за тариф со скоростью 100 Мбит/с, сотовой широкополосной связи — 60—100 гривен в 2018 году (при средней заработной плате 10 573 гривны в месяц). 
Согласно Индексу инклюзивности интернета на 2019 год, Украина занимает 57 место из 100 стран, в которых исследовали доступность интернет-соединения. По данным другого исследования, Украина занимает четвёртое место в рейтинге стран с самым дешёвым мобильным интернетом. Средняя цена за 1 Гб мобильного трафика здесь не превышает 0,51 долл. США.
По некоторым оценкам, уровень проникновения интернета в сельской местности вырос с 51 % в 2017 году до 54 % в 2019 году. Доступ к мобильному интернету стандарта 3G и 4G является более ограниченным в сельской местности. Существует небольшой разрыв в количестве пользователей интернета по полу: интернетом чаще пользуются мужчины, чем женщины.

### Контроль государства
Для ограничения доступа к интернету могут использоваться законы Украины о чрезвычайном и военном положении. Во время чрезвычайного положения власти могут вводить особые правила о пользовании связью и передачи информации через компьютерные сети. В случае военного положения военные администрации имеют право запрещать передачу информации через компьютерные сети. Непонятно, что именно эти положения означают на практике, однако, вероятно, что они предусматривают возможность ограничения доступа в интернет. В течение военного положения не было зафиксировано ни одного случая закрытия сетей или ограничения доступа к интернету. Тем не менее, в течение 2018—2019 годов были сделаны попытки ввести законодательство, которое бы усилило контроль власти над интернетом. В частности, проект закона 6688 в случае принятия обязывал бы интернет-провайдеров устанавливать мониторинговое оборудование, которое позволяло бы Службе безопасности Украины (СБУ) контролировать интернет.
Нарушения в работе интернета, даже если они и происходят, остаются локализованными частично благодаря разнообразию интернет-инфраструктуры, что обеспечивает её устойчивость к отключению. Подключение магистральной сети передачи данных к международной интернет-сети не является централизованным, и большинство провайдеров интернет-услуг самостоятельно распоряжается собственными каналами связи. Украинская сеть обмена интернет-трафиком UA-IX обеспечивает обмен интернет-трафиком и подключение украинских интернет-провайдеров в глобальной сети Интернет. Страна имеет хорошо развитую сеть не менее чем из восьми региональных точек обмена интернет-трафиком, а также прямые соединения через различные физические каналы с крупнейшими точками обмена трафиком Европы.

### Рынок интернет-провайдеров
Украинский рынок ISP является достаточно либеральным и сейчас демонстрирует стабильный рост. По данным Национальной комиссии, осуществляющей государственное регулирование в сфере связи и информатизации (НКРСИ), на Украине работает около 6000 интернет-провайдеров и мобильных операторов.
До приватизации, состоявшейся в 2011 году, 93 % акций компании «Укртелеком», крупнейшего оператора телекоммуникаций и ведущего интернет-провайдера на Украине, принадлежали государству. Сейчас «Укртелеком» находится в собственности Рината Ахметова, бизнес-магната с политическими связями и самого богатого человека в стране. Другие провайдеры телекоммуникаций вынуждены арендовать линии связи, поскольку «Укртелеком» владеет большинством объектов инфраструктуры ИКТ и не все другие провайдеры имеют достаточно ресурсов, чтобы построить собственные сети. Однако «Укртелеком» не оказывает давления на других интернет-провайдеров и не осуществляет регуляторного контроля их деятельности. Другими крупнейшими интернет-провайдерами являются «Воля», «Триолан», «Фрегат», «Датагруп», «Ланет» и «Vega». «Киевстар» (принадлежит группе компаний Veon, ранее известной под названием «Vimpel-Com Ltd.», которую контролирует российский миллиардер Михаил Фридман) является вторым крупнейшим интернет-провайдером. «Киевстар» также является одним из трех ведущих операторов рынка мобильного интернета, вместе с компанией «Vodafone Украина» и компанией «Lifecell».

### Государственное регулирование
Регулятором сектора является НКРСИ, которая подчинена Президенту и подотчетна Верховной Раде: Президент назначает членов НКРСИ сроком на шесть лет путем издания соответствующего указа. Членами НКРСИ являются государственные служащие и специалисты с опытом работы в сферах связи, машиностроения и безопасности. Законом «О телекоммуникациях» предусмотрено, что положения о НКРСИ утверждается Президентом Украины.

### Интернет в областях под оккупацией России
9 августа 2022 года New York Times сообщила, что российские власти перенаправили мобильные и интернет-данные из Херсона через российские сети. Был заблокирован доступ к Facebook, Instagram и Twitter, а также к украинским новостным сайтам. Также произошло переключение жителей Херсона на услуги российских операторов мобильной связи. Сообщается, что в подконтрольных областях Россия может отслеживать веб-трафик и цифровые коммуникации. В 2014 году Россия проложила подводный кабель и другую инфраструктуру через Керченский пролив для перенаправления интернет-трафика из Крыма в Россию. Отмечается, что при покупке SIM-карты с российским номером телефона требуется предъявить паспорт, таким образом, впоследствии,  абонент может быть идентифицирован.

## Интернет-аудитория
Данные о количестве интернет-пользователей Украины противоречивы, причём противоречат друг другу и данные официальной статистики.
- В 2000 году насчитывалось 200 000 пользователей, и это составляло 0,4 % от общего населения Украины (данные internetworldstats.com).
- В марте 2005 года — 5 278 100 пользователей (11,5 % населения Украины, internetworldstats.com). По данным социологического опроса, проведённого в 2005 году Киевским международным институтом социологии, около 20 % населения пользуются Интернетом, что соответствует 9,5 млн человек.
- В январе 2006 года аудитория составила 4 207 391 пользователей (Sputnіkmedіa.net). По итогам 2006 года — 3,8 млн пользователей (ІTC onlіne).
- По состоянию на 1 января 2006 года согласно информации Госкомстата Украины число пользователей Интернет составило 711 тысяч человек (1,5 % от числа жителей Украины)[28]. Однако по данным Департамента связи и информатизации Министерства транспорта и связи, на 1 января следующего, 2007 года на Украине насчитывалось около 9 млн пользователей (18,75 % от количества жителей Украины).
- В третьем квартале 2007 года по данным GfK Ukraine Интернетом пользовалось 6,5 млн человек (21 % населения в возрасте от 15 до 59 лет)[29].
- В сентябре 2007 года было 5 576 454 пользователей, сделавших более одного просмотра страницы в течение месяца, в октябре 2007 — 6,091 миллиона человек (данные BIGMIR-Internet)[30][нет в источнике][31].
- В декабре 2008 года по данным BIGMIR-Internet численность пользователей украинского Интернета составила 10 354 017 уникальных пользователей[32]. На начало 2009 года в домене Украины UA было зарегистрировано 390197 адресов.
- В марте 2009 года насчитывалось 8 млн пользователей Интернета, что составляет 21 % от численности населения страны. Об этом свидетельствуют данные исследования UАнета, проведённого компанией InMind. Согласно результатам исследований, число тех, кто имеет доступ к Интернету на Украине, составляет 10 млн человек (27 %). По данным компании InMind, пользователи Интернета в возрасте 15—29 лет в крупных городах Украины составляют 55 %, от 30 до 44 лет — 35 %, старше 45 лет — 10 %.В городах с населением менее 50 тыс. человек эти цифры соответственно: 44 %, 23 % и 4 %, в селах — 30 %, 11,% и 2 %[33].
- Однако портал «Bigmir)net» приводит другие цифры. Размер украинской аудитории пользователей Интернета (уникальных пользователей, сделавших более одного просмотра страницы за март 2009 года, и пользователей, которые просматривали страницы в марте и в предыдущем месяце) в марте 2009 года составил 11,96 млн человек, что на 9,4 % больше, чем в феврале 2009 года. Такие результаты приводятся в отчёте украинского портала Bigmir)net «Глобальная статистика украинского Интернета» за март 2009 года. География распределения интернет-пользователей показывает, что в основном они живут в столице и в крупных городах — на 8 регионов Украины в марте пришлось более 86 % абонентов Интернета. При этом со значительным отрывом от других регионов лидирует Киев[34].
- В апреле 2009 года согласно отчёту портала Bigmir)net «Глобальная статистика украинского Интернета» размер украинской аудитории пользователей Интернета составил 11,81 млн человек, что на 1,3 % меньше, чем в марте 2009 года. В основном, пользователи живут в столице и в крупных городах. На Киев в апреле пришлось 60,39 % всех пользователей Интернета на Украине[35].
- В июле 2009 года согласно отчёту портала Bigmir)net «Глобальная статистика украинского Интернета» за июль 2009 года размер украинской аудитории пользователей Интернета (уникальных пользователей, сделавших более одного просмотра страницы за июль 2009 года, и пользователей, которые просматривали страницы в этом же и в прошлом месяце) в июле 2009 года снизился на 0,9 % по сравнению с июнем 2009 года и составил 11,121 млн чел. География распределения пользователей Интернета в июле 2009 года продемонстрировала, что в основном украинские пользователи Интернета живут в столице и в крупных городах, — на первые 8 регионов Украины в июле 2009 года пришлось более 89 % украинских пользователей Интернета. При этом со значительным отрывом от других регионов лидирует Киев, на который в июле 2009 года пришлось 58,89 % от всех пользователей Интернета на Украине[36].
- К концу осени 2009 года интернет-аудитория на Украине согласно исследованию, проведённому компанией «GFK Украина» по заказу Украинской ассоциации интернет-рекламы (УАИР), составила 8,25 млн уникальных пользователей, что на 1,61 млн больше аналогичного показателя осени 2008 года. Наибольшая динамика прироста аудитории наблюдалась в городах с населением 50—100 тыс. жителей — рост за год составил +14 %. Дневной охват в 2009 году составил 31 % жителей Украины в городах с населением от 50 тыс. (включая миллионники) против 18 % в 2008 году[37].
- Февраль 2010 года — по данным компании «Спутник Медиа» по состоянию на февраль доступом в Интернет обладали более 16 млн украинцев (примерно треть населения страны). В среднем по стране глубина проникновения паутины — 12 % (для сравнения, в соседней Польше — свыше 50 %), однако по регионам этот показатель очень неоднородный. В Киеве и области проникновение сети составляет 58 %, а в Житомирской, Винницкой и Волынской областях этот же показатель немногим превышает 1 %[38].
- Согласно результатам исследования агентства InMind, по состоянию на второй квартал 2010 года на Украине насчитывалось 12,6 миллионов регулярных пользователей, из которых каждый пятый выходит в Сеть ежедневно, а каждый третий — раз в месяц. Причём проникновение доступа к сети Интернет на Украине в целом достигло уровня 32 %, произошёл рост доли интернет-пользователей по сравнению с концом 2009 года на 4 %[39].
- Согласно данным сервиса Speedtest, Украина по средней скорости доступа в Интернет занимает 24 место в рейтинге (13,2 Мбит/с).
- По оценкам группы Expert & Consulting (E&C), на конец 2011 года у десяти ведущих операторов на Украине насчитывалось порядка 3,06 миллионов пользователей фиксированного широкополосного доступа к Интернет[40].
- По данным Киевского международного института социологии, в феврале 2012 года Интернет-аудитория на Украине составила 43 % взрослого населения[41].
- По оценкам группы Expert & Consulting (E&C), на конец первой половины 2012 года у десяти ведущих операторов на Украине насчитывалось порядка 3,36 миллионов пользователей фиксированного широкополосного доступа к Интернет[42].
- По оценкам группы Expert & Consulting (E&C), на конец 3-го квартала 2012 года у десяти ведущих операторов на Украине насчитывалось порядка 3,46 миллионов пользователей фиксированного широкополосного доступа к Интернет[43].
- По оценке ИнАУ, на май 2018 года на Украине насчитывалось 21,35 миллионов регулярных пользователей Интернет (без учёта территорий Крыма, части Донецкой и Луганской областей).[44]
- В 2018 году насчитывалось 40 912 381 пользователей, и это составляло 93,4 % от общего населения Украины (данные іnternetworldstats.com).

## Другие характеристики
По официальным данным, в октябре 2003 года 82 % веб-сайтов украинского сегмента сети Интернет были русскоязычными, 14 % — украиноязычными, 4 % — двуязычными. Контрольный подсчёт, проведённый 29 января 2007 года, показал, что среди первых 500 сайтов, вошедших в рейтинг рубрики «Топ-25» портала bigmir)net, украиноязычные сайты составили 4,6 %, русскоязычные — 81,4 %, двуязычные — 14 %.
Согласно результатам опроса, проведенного Киевским международным институтом социологии (КМИС) в декабре 2022, только или преимущественно украинским в интернете пользовалось 52 % опрошенных. В равной степени украинским и русским пользовалось 38 % опрошенных, преимущественно или только на русском — 6 %. Согласно данным ресурса w3techs.com, по состоянию на август 2023 г. по использованию в интернете, украинский язык занимает 18-е место в мире и демонстрирует рост популярности.
По данным Всеукраинской рекламной коалиции, объём украинского рынка онлайновой рекламы в 2004 году составлял $1,5 млн, в 2006 году он достиг $7 млн.
По данным исследовательской компании iKS-Consulting, в 2007 году широкополосным доступом пользовались 4 % семей (в Киеве — до 20 %), а общий доход интернет-провайдеров в 2006 году превысил $200 млн, причём свыше половины этой суммы приходилось на Киев. Среди индивидуальных пользователей первое место по количеству клиентов принадлежало dial-up, хотя данный вид доступа устарел. По данным Украинской ассоциации интернет-рекламы, на 2009 год на Украине насчитывалось около 7,3 млн интернет-пользователей, из них на 1 апреля 2009 года — 1,75 млн пользователей широкополосного доступа.
По данным исследования Центра контент-анализа, проведённого в период с 15 августа по 15 сентября 2024 года, темой которого стало соотношение украинского и русского языков в украинском сегменте Интернета, после начала полномасштабного вторжения России в Украину использование украинского языка значительно возросло и он заметно доминирует над русским почти во всех самых популярных в Украине социальных сетях. Однако если принять во внимание запрещённые в Украине российские социальные сети, а также временно оккупированные Россией её территории (в том числе и те, что оккупированы с 2014 года), то позиции русского языка в Интернете до сих пор остаются достаточно прочными — так, на нём пишется 44 % сообщений, тогда как на украинском — 56 %. В украинском сегменте Инстаграма на украинском языке писалось 87 % сообщений; Твиттер (X) и Фейсбук по этому показателю достигли 83 % и 79 %, соответственно. Украинский практически сравнялся с русским по использованию в украинском сегменте Ютуба (50 %), при этом немного уступая русскому в ТикТоке (46 %). В то же время, на русском писалось более 90 % сообщений в российский соцсетях: во ВКонтакте (96 %) и в Одноклассниках (99 %). Украинский язык абсолютно преобладает среди пользователей соцсетей в большинстве регионов Украины: в Ивано-Франковской (где на нём писались 96,2 % от всех сообщений), Тернопольской (94,6 %), Львовской (93,9 %), Ровненской (93,0 %), Волынской (89,5 %), Хмельницкой (88,8 %), Киевской (87,2 %), Закарпатской (86,8 %), Черновицкой (86,1 %), Черкасской (84,3 %), Житомирской (84,0 %), Винницкой (82,6 %), Кировоградской (80,4 %), Черниговской (76,2 %), Полтавской (76,0 %), Сумской (75,0 %), Днепропетровской (65,0 %), Николаевской (63,8 %), Харьковской (60,3 %), Херсонской (55,7 %) и Запорожской (53,0 %) областях и городе Киев (68,0 %). Русский по использованию в соцсетях превосходил украинский в Автономной Республике Крым (98,8 %), городе Севастополь (97,2 %), Луганской (96,3 %), Донецкой (91,5 %) и Одесской (56,6 %) областях.

## Самые популярные ресурсы

### Поисковые системы
На март 2011 года, по данным информационной компании Alexa.com, в число 10 наиболее популярных сайтов на Украине входили Google, Вконтакте, Mail.Ru, Яндекс и YouTube. Чаще других пользователи посещали также сайты: «Подробности», «Корреспондент», «Украинская правда», «Обозреватель», «Форум», Rozetka.ua, УНИАН. На декабрь 2019 года, по данным исследований интернет-аудитории Украины, наиболее популярными сайтами на Украине были Google, YouTube и Facebook.
По данным исследования аналитической компании Gemius, проведённого в 2007 году, на долю Google на Украине пришлось 52—53 % поискового трафика, 27,5 % принадлежит «Яндексу», 7—15 % — украинскому поисковику «Мета». В рейтинге поисковых запросов в сентябре 2006 года лидировали слова «работа», «реферати» (слово «рефераты» по-украински) и «работа в Киеве», «карта Киева», «погода» и «чат».

### Социальные сети
Большинство интернет-пользователей Украины пользуются социальными сетями. Самой популярной является социальная сеть ВКонтакте — по состоянию на апрель 2017 года в ней активны около 80 % интернет-пользователей. На втором месте был Facebook с 56 % пользователей. Социальной сетью Ok.ru пользуются 48,6 %.

## Критика

### Цензура
16 мая 2017 года на Украине был издан указ президента, предписывающий интернет-провайдерам ограничить доступ к соцсетям ВКонтакте, Одноклассники, сервисам Mail.ru и Яндекс, сайтам КиноПоиск, Лаборатории Касперского и Dr.Web. В 2018 и 2020 годах эти ограничения были продлены, а также введены новые.

### НКРСИ
Непрозрачность процедуры назначения членов НКРСИ подвергалась критике в связи с подозрениями в коррупции и высокими доходами бизнеса в этом секторе.

### ISP
Прямых препятствий для выхода на рынок ISP почти нет, но любое новое предприятие сталкивается нередко с бюрократическими, законодательными и налоговыми барьерами. Украинский рынок ISP критикуют, в частности, за сложную процедуру получения лицензии для операторов. Согласно Закону «О связи» 2003 года операторы обязаны получать лицензию до начала своей хозяйственной деятельности; действие этого требования должно было закончиться 1 января 2018 года, в соответствии с предписаниями Закона «О лицензировании видов хозяйственной деятельности», однако НКРСИ продолжает выдавать операторам лицензии, ссылаясь на Закон «О связи».

## Десятка компаний Украины, предоставляющих услуги ШПДф
Актуальность на октябрь 2018 года:
1. Триолан
2. Ланет
3. Фринет
4. Фрегат
5. Киевстар
6. Тенет
7. Укртелеком
8. Воля
9. Вега
10. Датагруп

## Точки обмена трафиком
- Киев
  - 1-IX  - распределенная международная сеть обмена трафиком 1-IX.EU дает решение по оптимизации трафика и повышению надежности (в том числе резервированию) его доставки от ключевых трафикогенераторов, а именно организовать прямое соединение с Telegram, Apple, Wargaming, Amazon, Valve, Twitch, Meta, Google AM-IX, PLIX, других как в Украине, так и в Европе.
    - UA-IX — украинская точка обмена трафиком. Эта точка основана ведущими частными провайдерами (дочернее предприятие интернет-ассоциации Украины (ИнАУ)). Это наиболее мощная украинская точка обмена трафиком. В UA-IX представлены около 170 автономных систем.
    - Ukrtel-IX — точка обмена трафиком ОАО «Укртелеком», к которой подключены все государственные компании и другие крупные провайдеры. Узлы доступа к ней существуют во всех областных центрах и в более чем 100 районных. Общее количество узлов доступа — 165. Была расформирована.
    - DTEL-IX[67]
    - Giganet-IX[68]
    - X.UA[69] — Пиринговая точка обмена трафиком. Включает в себя сеть доставки и обмена медиа-трафиком, приватный VLAN в одной из точек обмена трафиком (Giganet, Dtel, UA-IX), IP-транзит, FTTB, FTTH.
    - Data-IX[70]
- Одесса
  - OD-IX
- Днепр
  - M-IX
- Донецк
  - DN-IX
  - East-IX — проектная точка обмена трафиком на востоке Украины, которая поддерживается провайдером «Алькар-Телепорт».
- Харьков
  - KH-IX
- Николаев
  - MK-IX
- Другие
  - ZT-IX, Житомир
  - ZP-IX, Запорожье — точка обмена трафиком, поддерживаемая большинством операторов Запорожья.
  - LV-IX, Львов
  - CH-IX, Чернигов
  - KS-IX, Херсон
  - T-IX, Закарпатская область